# راؤول رويز (مخرج)
راؤول إرنستو رويز بينو (بالإسبانية: Raúl Ruiz) (25 يوليو 1941 – 19 أغسطس 2011) هو مخرج تجريبي تشيلي وكاتب ومعلم، عُرفت أفضل أعماله في فرنسا. أخرج ما يزيد عن 100 فلم.

## روابط خارجية
- راؤول رويز على موقع IMDb (الإنجليزية)
- راؤول رويز على موقع مونزينجر (الألمانية)
- راؤول رويز على موقع ألو سيني (الفرنسية)
- راؤول رويز على موقع أول موفي (الإنجليزية)
- راؤول رويز على موقع قاعدة بيانات الأفلام السويدية (السويدية)
- راؤول رويز على موقع قاعدة بيانات الفيلم (الإنجليزية)
- راؤول رويز على موقع كينوبويسك (الروسية)